# Regionalny Tygodnik Informacyjny
Regionalny Tygodnik Informacyjny (RTI) – pismo regionalne (tygodnik) wydawany w Kamiennej Górze, pierwszy nr ukazał się 16 listopada 2000 roku. Redakcja pisma mieściła się w Kamiennej Górze na Dolnym Śląsku. Redaktorem naczelnym pisma był Janusz Chodasewicz. RTI był kolportowany w pow. kamiennogórskim (Kamienna Góra, Lubawka, Marciszów) w pow. karkonoskim (Jelenia Góra, Kowary, Mysłakowice, Janowice Wielkie) oraz w części pow.wałbrzyskiego (Wałbrzych, Boguszów-Gorce, Czarny Bór).
Ostatni nr tygodnika ukazał się 20 grudnia 2018 roku (51-52;940-941).